# Pico dos Pireneus
Der Pico dos Pireneus (deutsch: Gipfel der Pyrenäen) befindet sich im Staatspark Pirieus (Pyrenäengebirge) im brasilianischen Bundesstaat Goiás zwischen den Gemeinden Cocalzinho de Goiás und Pirenópolis.
Mit einer Höhe von 1394 m ist er die höchste Erhebung der Region, von welcher u. a. die Ortschaften Cocalzinho de Goiás, Corumbá de Goiás, Jaraguá, Edilândia, Abadiânia, Luziânia und Planalmira sichtbar sind, nachts auch die Städte Brasília, Anápolis und Goiânia. Er ist eine der Hauptattraktionen des Parks. Auf dem Gipfel befindet sich die Kapelle Santíssima Trindade (Dreifaltigkeit).
Der Pico dos Pireneus besteht aus Quarzit sedimentären Ursprungs mit einem hohen Alter von mehr als eine Milliarde Jahre (Zeitraum Präkambrium). An solchen Felsen wächst eine typische Cerrado-Vegetation mit einem hohen Grad an Endemismus.